# Коноваловская
Коноваловская — деревня в Виноградовском муниципальном районе Архангельской области России. Часть села Тулгас. Входит в состав Заостровского сельского поселения.

## География
Деревня расположена на левом берегу Северной Двины, к востоку от реки Тулгас. Напротив Коноваловской, на правом берегу Северной Двины, находится деревня Нижняя Топса Рочегодского сельского поселения.

## Население
| 2002 | 2010 | 2012 |
| ---- | ---- | ---- |
| 19   | ↘3   | ↗6   |

Численность населения деревни, по данным Всероссийской переписи населения 2010 года, составляла 6 человек. В 2009 году числилось 12 человек.

### Карты
- Топографическая карат P-38-51,52. (Лист Сергеевская)
- Коноваловская на карте Wikimapia
- Коноваловская. Публичная кадастровая карта